# 千葉銀行

千葉銀行（日语：ちばぎんこう）是一家總部位於日本千葉縣千葉市中央區的銀行，也是千葉縣內規模最大的地方銀行，日本僅次於橫濱銀行的第二大地方銀行。千葉銀行以千葉縣內栽培的向日葵為標誌，是千葉縣內眾多自治體的指定金融機構，也是日經平均股價的構成公司之一。

## 外部連結
- 千葉銀行（页面存档备份，存于）